# Антивоєнний пакт Сааведри Ламаса

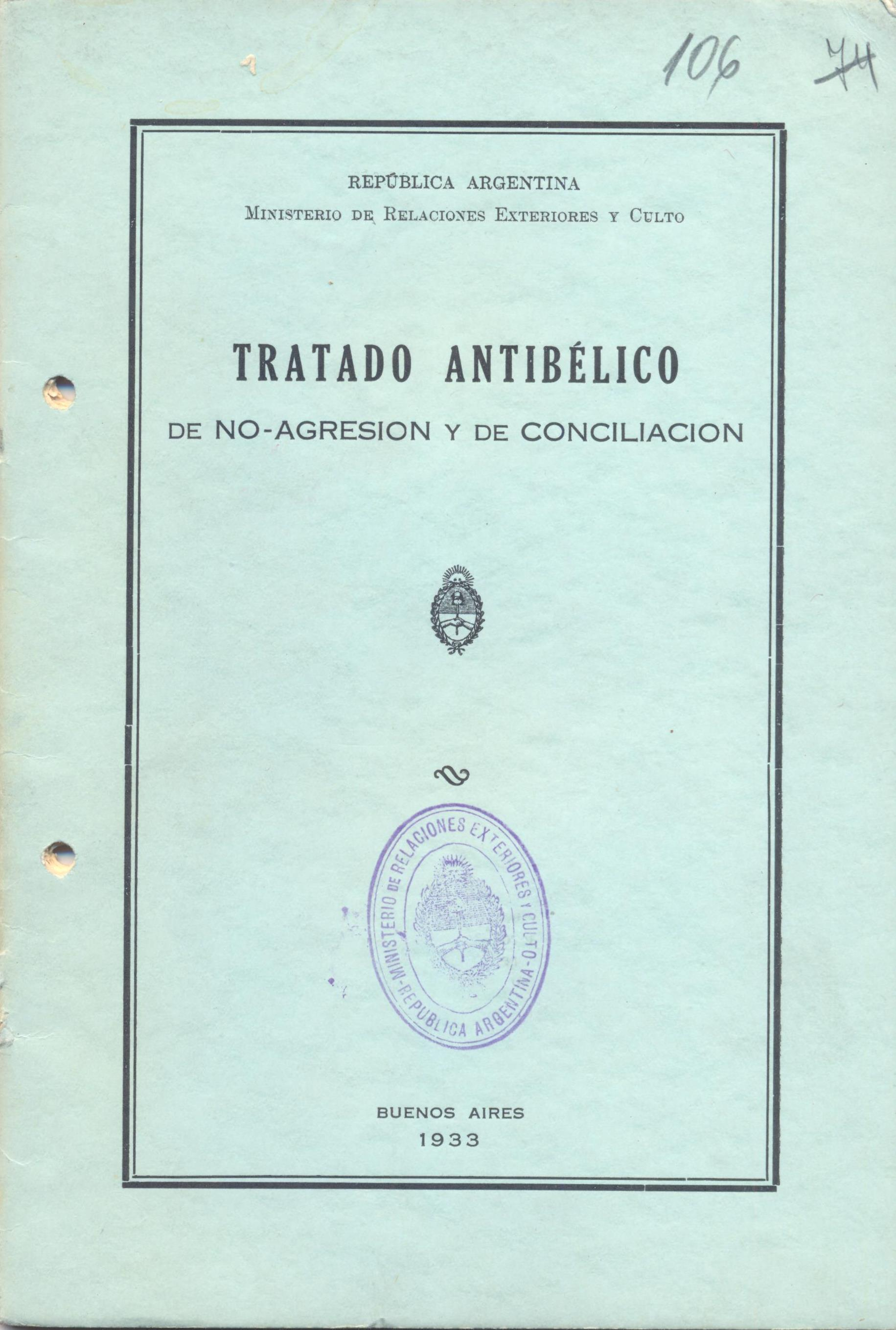
Пакт Сааведри Ламаса

Пакт Ламаса Сааведри — це антивоєнний договір, автором якого виступила Аргентина та підписаний різними державами Південної Америки, Північної Америки та Європи.
У 1933 році уряд Аргентини під час президентства Агустіна Педро Хусто через свого канцлера Карлоса Сааведру Ламаса запропонував Бразилії укласти антивоєнний пакт. Його підписали Аргентина, Бразилія, Уругвай, Чилі та Мексика; Пізніше приєдналися інші, такі як Колумбія, Болівія, Сальвадор, Коста-Ріка та навіть країни за межами континенту, такі як Королівство Італія, Королівство Болгарія, Іспанія, Грецьке королівство та Португалія.
Пакт у своїй статті 1 засуджував агресивні війни та виступав за мирне вирішення міжнародних суперечностей будь-якого роду. Його стаття 2 проголошувала, що між договірними сторонами територіальні питання не повинні вирішуватися насильством і що територіальні домовленості, досягнуті насильницькими засобами, а також законність окупації чи придбання територій силою зброї не визнаються. Вона включала погоджувальну процедуру.

## Актуальні приєднання до договору
Наступні країни, з різними застереженнями, підписали цей договір:
Аргентина, Бразилія, Королівство Болгарія, Чилі, Колумбія, Коста-Ріка, Куба, Чехословаччина (див. Чехія та Словаччина), Еквадор, Сальвадор, Іспанія, США, Фінляндія, Грецьке королівство, Гватемала, Гаїті, Гондурас, Королівство Італія, Мексика, Нікарагуа, Норвегія, Панама, Парагвай, Перу, Домініканська Республіка, Румунське королівство, Туреччина, Уругвай, Венесуела та Королівство Югославія (див. щодо його розпуску).